# Cast Away (Visions of Atlantis)
Cast Away è il secondo studio album della Symphonic metal band Visions of Atlantis.

## Tracce
1. Send Me a Light – 4:38
2. Cast Away – 4:43
3. Lost – 3:55
4. Realm of Fantasy – 4:00
5. Pharaoh's Repentance – 4:28
6. Winternight – 5:37
7. State of Suspense – 4:43
8. Lemuria – 3:42
9. Last Shut of Your Eyes – 4:56

## Formazione
- Thomas Caser - batteria
- Mario Plank - voce
- Miro Holly - tastiera
- Nicole Bogner - voce
- Mike Koren - basso
- Werner Fiedler - chitarra